# Chiềng Đen
Chiềng Đen là một xã thuộc thành phố Sơn La, tỉnh Sơn La, Việt Nam.
Xã Chiềng Đen có diện tích 67,41 km², dân số năm 1999 là 3.729 người, mật độ dân số đạt 55 người/km².